# Elezione papale del 1280-1281
Il conclave del 1280–1281 venne convocato a Viterbo, a seguito della morte di papa Niccolò III e si concluse con l'elevazione alla Cattedra di Pietro di papa Martino IV.

## Svolgimento
Quello successivo alla morte di papa Niccolò III fu un conclave abbastanza travagliato, segnato dall'influenza delle autorità cittadine nello svolgimento delle votazioni, e che si protrasse con alterne vicende per cinque mesi. 
Durante la Sede Vacante, c'erano tredici cardinali elettori, sei creature di Urbano IV e sette creature del papa defunto. Secondo alcune fonti, l'unico cardinale non partecipante sarebbe stato l'abate di Montecassino Bernard Ayglier, che sarebbe stato creato da Clemente IV: Tuttavia, non esistono testimonianze né fonti che attestino che il francese fosse cardinale, per cui non è da menzionare in alcuna lista di partecipanti.
Dopo più di cinque mesi di inconcludenti votazioni e discussioni, il podestà di Viterbo Riccardo Annibaldi, spalleggiato da Carlo d'Angiò, decise di intervenire per porre fine alle intemperanze del Sacro Collegio, spaccato in due fazioni. Il 2 marzo 1281, i due cardinali Orsini, Giordano Orsini e Matteo Orsini, vennero allontanati dalla sede dell'elezione dai rappresentanti del Comune di Viterbo, penetrati nel Palazzo episcopale dove si svolgevano le votazioni, in quanto sospettati di voler ritardare col loro comportamento l'elezione del nuovo Papa, e quindi improgionati per un breve periodo. Giordano venne infine riammesso soltanto poco prima della conclusione delle votazioni sotto dure condizioni, mentre il Rubeo fu trattenuto fino alla fine e non venne mai riammesso in sede di conclave. 
Alla fine, il 22 febbraio 1281, stante l'intervento del podestà che spianò la strada alla fazione filo-angioina, i cardinali riuscirono a far convogliare il loro consenso su Simon de Brion, che assunse il nome pontificale di Martino IV. Questi, scrisse immediatamente una lettera al re di Francia Filippo III, suo amico di lunga data dai tempi del suo cancellierato, per annunciargli l'avvenuta elezione e i propositi per il pontificato. Quindi, successivamente, tentò una mediazione attraverso due cardinali legati, per tentare una riconciliazione con il Senato romano e ottenere l'incoronazione nella Basilica Vaticana. Seppur ci fu un riavvicinamento, grazie anche ai buoni uffici dei due Senatori di Roma Gentile di Bertoldo de' Figli d'Orso e Pietro del Conte, il neo-eletto preferì farsi incoronare nella Cattedrale di Orvieto, il che avvenne la Domenica del 23 marzo.

## Lista dei partecipanti

### Presenti in conclave[2]
| Nome                              | Paese                     | Titolo | Ruolo | Nascita  | Concistoro |
| --------------------------------- | ------------------------- | --- | --- | -------- | ---------- |
| Latino Malabranca Orsini, O.P.    | Stato Pontificio          | Cardinale vescovo di Ostia e di Velletri                                                                             | Legato pontificio in Romagna                                                                                       | 1235     | 12/03/1278 |
| Ordoño Álvarez                    | Regno di Castiglia e León | Cardinale vescovo di Frascati                                                                                        | Decano del Collegio cardinalizio; Arcivescovo emerito di Braga                                                     | 1230 ca. | 12/03/1278 |
| Giacomo Colonna                   | Stato Pontificio          | Cardinale diacono di Santa Maria in Via Lata, di San Marcello e di Santa Maria in Aquiro In commendam e Pro hac vice | Vicario generale di Sua Santità per la diocesi di Roma; Arciprete della Basilica Liberiana di Santa Maria Maggiore | 1250     | 12/03/1278 |
| Bentivegna de' Bentivegni, O.F.M. | Stato Pontificio          | Cardinale vescovo di Albano                                                                                          | Penitenziere Maggiore; Vescovo emerito di Todi                                                                     | 1225 ca. | 12/03/1278 |
| Simon dé Brion                    | Regno di Francia          | Cardinale presbitero di Santa Cecilia; eletto papa                                                                   | Legato pontificio in Francia; Cancelliere emerito del re di Francia                                                | 1210 ca. | 17/12/1261 |
| Bertrand de Saint-Martin, O.S.B.  | Regno di Francia          | Cardinale vescovo di Sabina-Poggio Mirteto                                                                           | Arcivescovo emerito di Arles; Legato pontificio in Lombardia                                                       | 1220 ca. | 03/06/1273 |
| Giordano Orsini                   | Stato Pontificio          | Cardinale diacono di Sant'Eustachio                                                                                  | Canonico del Capitolo cattedrale di York; fratello di Niccolò III                                                  | 1220 ca. | 12/03/1278 |
| Girolamo Masci, O.F.M.            | Regno di Napoli           | Cardinale presbitero di Santa Pudenziana                                                                             | Ministro generale dell'Ordine francescano; eletto papa con il nome di Niccolò IV nel conclave del 1288             | 1227     | 12/03/1278 |
| Gerardo Bianchi                   | Parma                     | Cardinale presbitero dei Santi XII Apostoli                                                                          | Protonotario apostolico                                                                                            | 1220 ca. | 12/03/1278 |
| Guillaume de Bray                 | Regno di Francia          | Cardinale presbitero di San Marco                                                                                    | Camerlengo di Santa Romana Chiesa; Arcidiacono del Capitolo della Cattedrale di Reims                              | 1200 ca. | 22/05/1262 |
| Giacomo Savelli                   | Stato Pontificio          | Cardinale diacono di Santa Maria in Cosmedin                                                                         | Cardinale protodiacono; Legato pontificio in Sicilia; eletto papa nel 1285 con il nome di Onorio IV                | 1210     | 17/12/1261 |
| Anchero di Troyes                 | Regno di Francia          | Cardinale presbitero di Santa Prassede                                                                               | Arcidiacono del capitolo cattedrale di Parigi; Nipote di Urbano IV                                                 | 1210 ca. | 22/05/1262 |
| Goffredo da Alatri                | Stato Pontificio          | Cardinale diacono di San Giorgio in Velabro                                                                          | Rettore della Chiesa di Santo Stefano di Alatri                                                                    | 1205 ca. | 17/12/1261 |
| Matteo Rubeo Orsini               | Stato Pontificio          | Cardinale diacono di Santa Maria in Portico Octaviae e presbitero in commendam di Santa Maria in Trastevere          | Arciprete della Basilica Vaticana; Governatore delle Province del Patrimonio di San Pietro e delle Marche          | 1230 ca. | 22/05/1262 |